# ليو كودي
ليو كودي (بالإنجليزية: Lew Cody) هو كاتب سيناريو وممثل أمريكي، ولد في 22 فبراير 1884 في الولايات المتحدة، وتوفي بنفس المكان في 31 مايو 1934 بسبب نوبة قلبية.

## وصلات خارجية
- ليو كودي على موقع IMDb (الإنجليزية)
- ليو كودي على موقع ألو سيني (الفرنسية)
- ليو كودي على موقع أول موفي (الإنجليزية)
- ليو كودي على موقع قاعدة بيانات برودواي على الإنترنت (الإنجليزية)
- ليو كودي على موقع قاعدة بيانات برودواي على الإنترنت (الإنجليزية)
- ليو كودي على موقع قاعدة بيانات الأفلام السويدية (السويدية)
- ليو كودي على موقع قاعدة بيانات الفيلم (الإنجليزية)
- ليو كودي على موقع كينوبويسك (الروسية)